# Profesionalen Futbolen Klub Ludogorec 1945 2012-2013
Questa voce raccoglie le informazioni riguardanti il Profesionalen Futbolen Klub Ludogorec nelle competizioni ufficiali della stagione 2012-2013. 

## Rosa
| N. |                        | Ruolo | Calciatore            |
| -- | ---------------------- | ----- | --------------------- |
| 1  | Serbia (bandiera)      | P     | Uroš Golubović        |
| 3  | Bulgaria (bandiera)    | D     | Tenur Marem           |
| 4  | Finlandia (bandiera)   | D     | Tero Mäntylä          |
| 5  | Francia (bandiera)     | D     | Alexandre Barthe      |
| 6  | Bulgaria (bandiera)    | C     | Georgi Kostadinov     |
| 7  | Bulgaria (bandiera)    | C     | Mihail Aleksandrov    |
| 8  | Bulgaria (bandiera)    | C     | Stanislav Genčev      |
| 9  | Slovenia (bandiera)    | A     | Roman Bezjak          |
| 10 | Colombia (bandiera)    | C     | Sebastián Hernández   |
| 11 | Brasile (bandiera)     | A     | Juninho Quixadá       |
| 14 | Paesi Bassi (bandiera) | C     | Mitchell Burgzorg     |
| 15 | Serbia (bandiera)      | C     | Nemanja Milisavljević |
| 18 | Bulgaria (bandiera)    | C     | Svetoslav Djakov      |
| 19 | Bulgaria (bandiera)    | C     | Dimo Bakalov          |

| N. |                       | Ruolo | Calciatore         |
| -- | --------------------- | ----- | ------------------ |
| 20 | Brasile (bandiera)    | D     | Guilherme Choco    |
| 21 | Bulgaria (bandiera)   | P     | Vladislav Stojanov |
| 22 | Bulgaria (bandiera)   | C     | Miroslav Ivanov    |
| 23 | Bulgaria (bandiera)   | C     | Emil Gărgorov      |
| 25 | Bulgaria (bandiera)   | D     | Jordan Minev       |
| 26 | Bulgaria (bandiera)   | D     | Diyan Dimitrov     |
| 27 | Romania (bandiera)    | D     | Cosmin Moți        |
| 33 | Slovacchia (bandiera) | D     | Ľubomír Guldan     |
| 73 | Bulgaria (bandiera)   | C     | Ivan Stoyanov      |
| 77 | Portogallo (bandiera) | D     | Vitinha            |
| 80 | Brasile (bandiera)    | D     | Júnior Caiçara     |
| 84 | Brasile (bandiera)    | C     | Marcelinho         |
| 91 | Bulgaria (bandiera)   | P     | Ivan Čvorović      |